# Villers-Saint-Christophe
 Villers-Saint-Christophe  là một xã ở tỉnh Allier, vùng Hauts-de-France thuộc miền bắc nước Pháp.

## Hành chính
| Danh sách các thị trưởng               |                  |                          |             |         |
| Giai đoạn                              | Giai đoạn        | Tên                      | Đảng        | Tư cách |
| tháng 3 năm 2001                       | tháng 3 năm 2008 | Bruno Fouquier d'Herouel | {{{Parti}}} | -       |
| tháng 3 năm 2008                       |                  | Denis Liesse             | {{{Parti}}} | -       |
| Tất cả các dữ liệu trước đây không rõ. |                  |                          |             |         |

## Biến động dân số
| 1962                                                      | 1968 | 1975 | 1982 | 1990 | 1999 | 2005 |
| --------------------------------------------------------- | ---- | ---- | ---- | ---- | ---- | ---- |
| 422                                                       | 398  | 387  | 437  | 430  | 437  | 457  |
| Source INSEE Số liệu từ năm 1968: Dân số không tính trùng |      |      |      |      |      |      |